# Afroguatteria
Alphonsea is een geslacht uit de familie Annonaceae. De soorten uit het geslacht komen voor in de tropische delen van westelijk Centraal-Afrika.

## Soorten
- Afroguatteria bequaertii (De Wild.) Boutique
- Afroguatteria globosa C.N.Paiva